# Oncotophasma martini
Oncotophasma martini is een insect uit de orde Phasmatodea en de  familie Diapheromeridae. De wetenschappelijke naam van deze soort is voor het eerst geldig gepubliceerd in 1896 door Griffini.